# Omiodes giffardi
Omiodes giffardi là một loài bướm đêm thuộc họ Crambidae. Nó là loài đặc hữu của Hawaii.
Ấu trùng ăn Isachne distichophylla.